# تريشيا ووكر
تريشيا ووكر (بالإنجليزية: Tricia Walker)‏ هي كاتِبة بريطانية، ولدت في 8 فبراير 1964 في Ampleforth ‏ في المملكة المتحدة، وتوفيت في 8 يناير 2018 بسبب سرطان الثدي.